# 前田弘邦
前田 弘邦（まえだ ひろくに、1910年8月17日 - 1995年3月11日） は、日本の化学者。東京工業大学名誉教授。元繊維学会会長。

## 人物・経歴
東京生まれ。陸軍少将前田吉平の子で、東京工業大学工学部電気化学科卒業後、「人造繊維製造ニ関スル研究」により1945年に東京工業大学より工学博士の学位を取得。東京工業大学繊維化学研究室教授を経て、東京工業大学名誉教授。1969年繊維学会副会長。1970年繊維学会会長。第1回（昭和54年度）繊維学会功績賞受賞。